# ماریو والوتو
ماریو والوتو (ایتالیایی: Mario Vallotto; ۱۸ نوامبر ۱۹۳۳ – ۲۲ آوریل ۱۹۶۶) دوچرخه‌سوار اهل ایتالیا بود.
وی در مسابقات کشوری و بین‌المللی در مجموع برندهٔ ۲ مدال طلا، ۱ مدال نقره شده‌است.